# قطعنامه ۱۲۱۶ شورای امنیت
قطعنامه ۱۲۱۶ شورای امنیت سازمان ملل متحد که در تاریخ ۲۱ دسامبر ۱۹۹۸ تصویب شد، سندی بین‌المللی دربارهٔ بررسی وضعیت در گینه بیسائو است. این قطعنامه طی نشست ۳۹۵۸ام با ۱۵ رای موافق، ۰ مخالف و ۰ ممتنع تصویب شد.